# 吉格洛
吉格洛是西非國家科特迪瓦的城鎮，也是中卡瓦利區的首府，位於該國西部薩桑德拉河支流畔，距離阿比讓約600公里，是稻米、牲畜和木薯的貿易中心，鎮上有機場設施，2010年人口60,066。

## 友好城市
- 法國 埃里库尔